# Varna (Familienname)
Varna ist ein litauischer Familienname.

## Personen
- Aleksas Varna (* 1948), Politiker, Vizebürgermeister von Panevėžys

## Weibliche Formen
Die Namensformen für Frauen lauten Varnaitė (ledig) bzw. Varnienė (verheiratet).
- Rita Varnienė (* 9. Mai 1973), litauische Schachspielerin